# 諾曼·吉爾凡

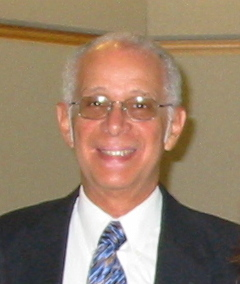
2005年11月諾曼·吉爾凡

諾曼·吉爾凡（Norman P. Girvan，1941年—2014年4月9日），牙买加圣安德鲁人，是一名牙买加经济学家、教育家、政治家。

## 生平
2000年至2004年，他担任加勒比国家联盟的秘书长。
2014年，他在多米尼加联邦摔伤。2014年4月9日，于古巴去世，享年72岁。